# Musikjahr 1912
Liste der Musikjahre

◄◄ | ◄ | 1908 | 1909 | 1910 | 1911 | Musikjahr 1912 | 1913 | 1914 | 1915 | 1916 | ► | ►►

Weitere Ereignisse
Dieser Artikel behandelt das Musikjahr 1912.

## Ereignisse

### Aufführungsorte
- 07. November: Das von Heinrich Seeling erbaute Deutsche Opernhaus in Charlottenburg wird mit einer Aufführung von Ludwig van Beethovens Oper Fidelio unter der Leitung von Ignatz Waghalter eröffnet.
- 22. November: In Oslo wird Det Norske Teatret gegründet, das Stücke in Nynorsk und norwegischen Dialekten aufführt.
- Die finnische Sopranistin Aino Ackté gründet in Savonlinna die Olavinlinna-Opernfestspiele.

### Blues
- 12. Januar: Chris Smith und James Tim Brymn veröffentlichen den Song The Blues als Notenblatt.
- 00. März: Dallas Blues von Hart A. Wand wird ebenfalls als Notenblatt veröffentlicht.
- 03. August: Baby Seals’ Blues von Baby Franklin Seals wird als Notenblatt veröffentlicht.
- 27. September: Der Afro-Amerikaner W. C. Handy veröffentlicht in Memphis, Tennessee, sein 1909 geschriebenes Stück The Memphis Blues. Es galt lange Zeit als der erste veröffentlichte Bluestitel der Geschichte.

### Uraufführungen

#### Instrumentalmusik
- 06. März: Uraufführung der Klaviersonate Nr. 6, op. 62 des russischen Komponisten und Pianisten Alexander Skrjabin in Moskau durch die Pianistin Jelena Beckman-Schtscherbina.
- 26. Juni: Die Uraufführung der 9. Sinfonie von Gustav Mahler findet über ein Jahr nach dem Tod des Komponisten in Wien durch die Wiener Philharmoniker unter dem Dirigenten Bruno Walter statt. Es ist das letzte Werk, das Mahler vor seinem Tod vollendet hat.
- 15. Juli: Der Komponist Sergei Sergejewitsch Prokofjew präsentiert in Moskau als Pianist sein 1. Klavierkonzert bei der Uraufführung.

#### Lied

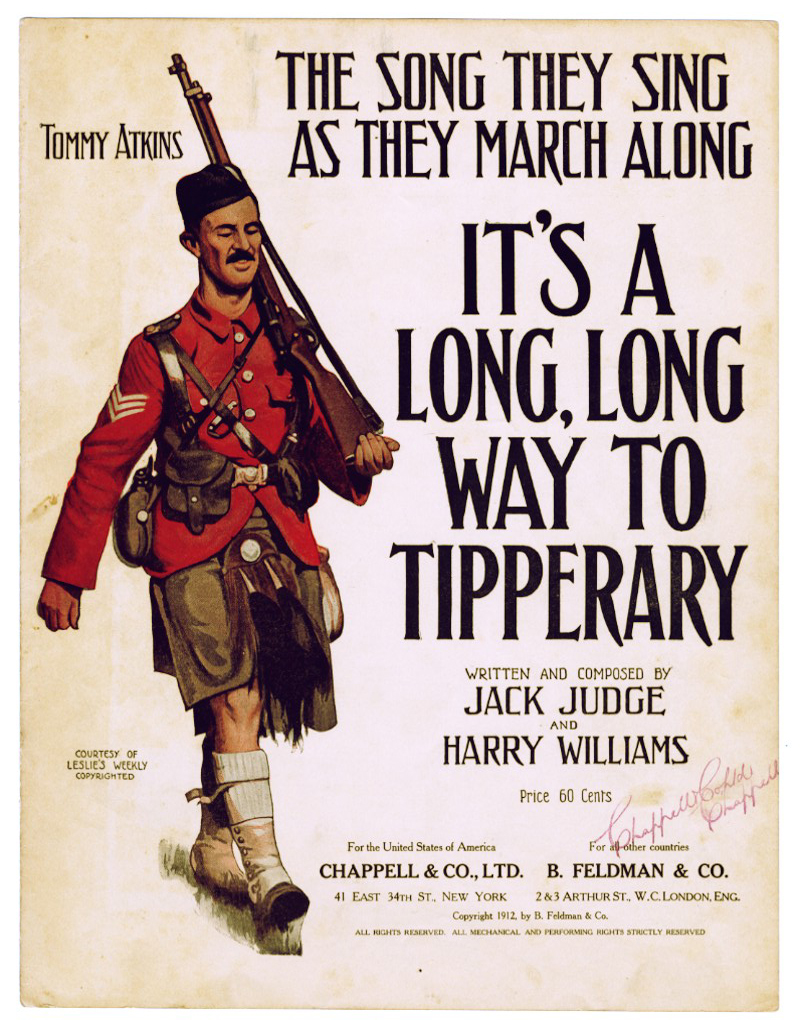
It’s a Long Way to Tipperary (1912)

- 31. Januar: Der Sänger Jack Judge trägt in Stalybridge zum ersten Mal das von ihm komponierte Lied It’s a Long Way to Tipperary vor, das in der Zeit des Ersten Weltkriegs durch britische Soldaten weltweit bekannt wird.

#### Oper
- 06. Februar: Die Uraufführung der Oper Die verschenkte Frau von Eugen d’Albert auf das Libretto von Rudolf Lothar erfolgt an der Hofoper in Wien.

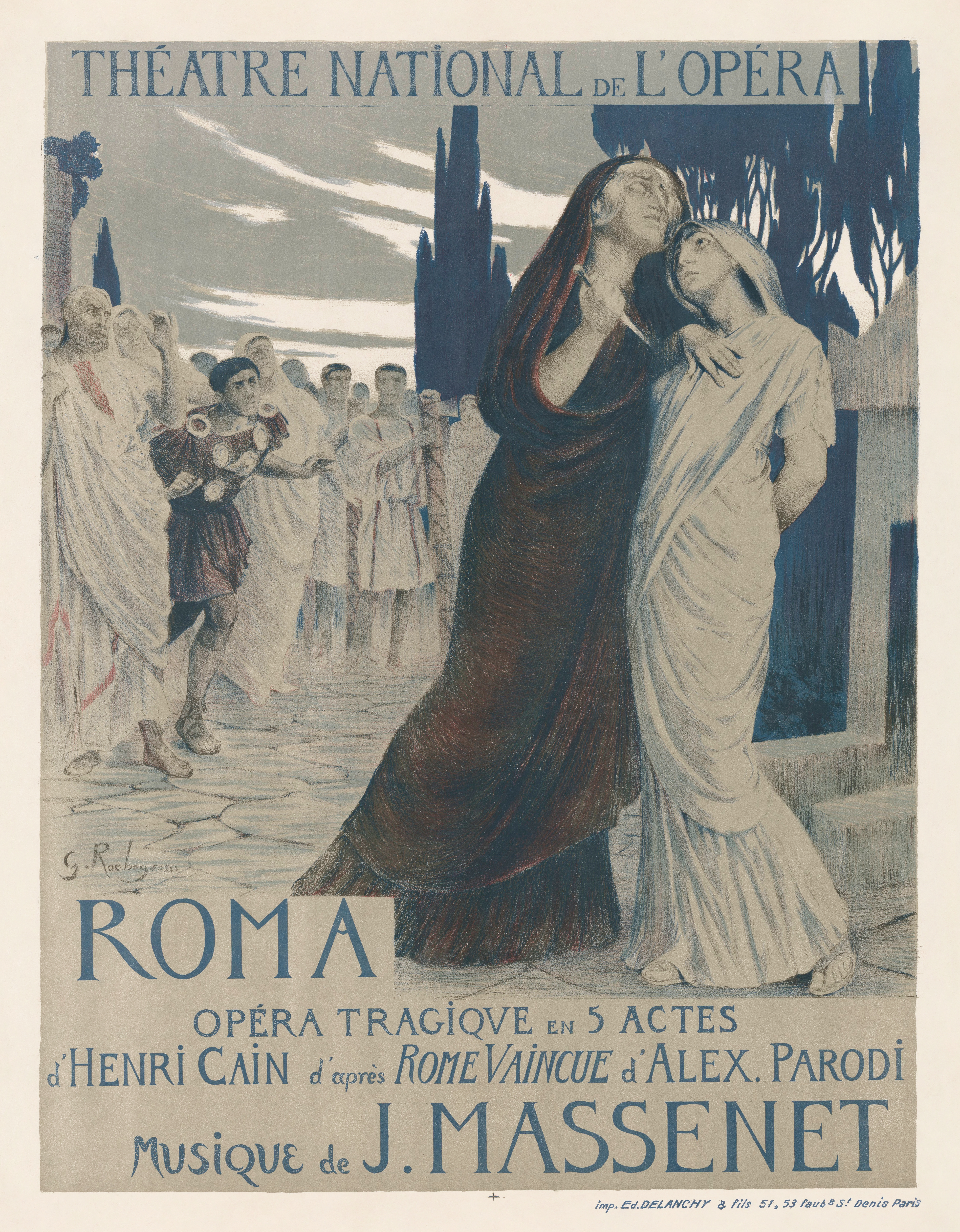
Plakat zu Roma von Georges-Antoine Rochegrosse

- 17. Februar: Die Uraufführung der Oper Roma von Jules Massenet erfolgt in Monte Carlo.
- 29. Februar: Die Uraufführung der Oper Leila von Natanael Berg findet an der Königlichen Oper in Stockholm statt.
- 15. März: Die Uraufführung der Oper Das Spielwerk und die Prinzessin von Franz Schreker erfolgt an der Hofoper in Wien.
- 18. August: Mit der an der Oper Frankfurt in Frankfurt am Main uraufgeführten Oper Der ferne Klang feiert Franz Schreker seinen ersten Erfolg. Die männliche Hauptrolle singt der Tenor Karl Gentner.
- 25. Oktober: Die Erstfassung der Oper Ariadne auf Naxos von Richard Strauss mit dem Libretto von Hugo von Hofmannsthal wird im Kleinen Haus des Hoftheaters Stuttgart uraufgeführt.
- 12. November: Die Uraufführung der Oper Liebesketten von Eugen d’Albert erfolgt an der Wiener Volksoper. Das Libretto stammt von Rudolf Lothar nach der literarischen Vorlage La filla del mar von Àngel Guimerà.

#### Operette
- 03. Februar: Am Neuen Theater am Zoo in Berlin wird Leo Falls Operette Der liebe Augustin, eine Überarbeitung seiner durchgefallenen Oper Irrlicht aus dem Jahre 1905, uraufgeführt. In dieser Fassung ist dem Stück mit dem Libretto von Ernst Welisch und Rudolf Bernauer schließlich Erfolg beschieden.
- 24. Februar: Am Raimundtheater in Wien wird die Operette Hoheit tanzt Walzer von Leo Ascher uraufgeführt.
- 13. April: Die Uraufführung der musikalischen Komödie Die Brautwahl von Ferruccio Busoni erfolgt am Opernhaus Hamburg.
- 11. Oktober: Die Operette Der Zigeunerprimas des Komponisten Emmerich Kálmán und der Librettisten Fritz Grünbaum und Julius Wilhelm hat ihre Uraufführung am Johann Strauß-Theater in Wien.
- 19. Oktober: Die Uraufführung der Operette Filmzauber von Walter Kollo findet am Berliner Theater in Berlin statt.
- 20. Dezember: Die Uraufführung der Operette Rosenstock und Edelweiss von Franz Lehár auf ein Libretto von Julius Bauer findet im Kabarett Hölle im Keller des Theaters an der Wien in Wien statt.
- 00. Dezember: Die Uraufführung der Operette So wird’s gemacht von Walter Kollo erfolgt in Hamburg am Neuen Theater.

Weitere Uraufführungen
- Carl Michael Ziehrer: Manöver-Kinder (in Wien uraufgeführt)
- Leo Ascher: Der Lockvogel
- Emmerich Kálmán: The Blue House; Der kleine König (Operette) Die Uraufführungen fanden in London bzw. Wien statt.

#### Weiteres
- 16. Oktober: Im Choralion-Saal Berlin werden Dreimal sieben Gedichte aus Albert Girauds »Pierrot lunaire« für Sprechstimme und Kammerensemble von Arnold Schönberg unter der Leitung des Komponisten uraufgeführt, mit Albertine Zehme als Rezitatorin und Eduard Steuermann am Klavier. Das Publikum reagiert teils enthusiastisch, teils empört.

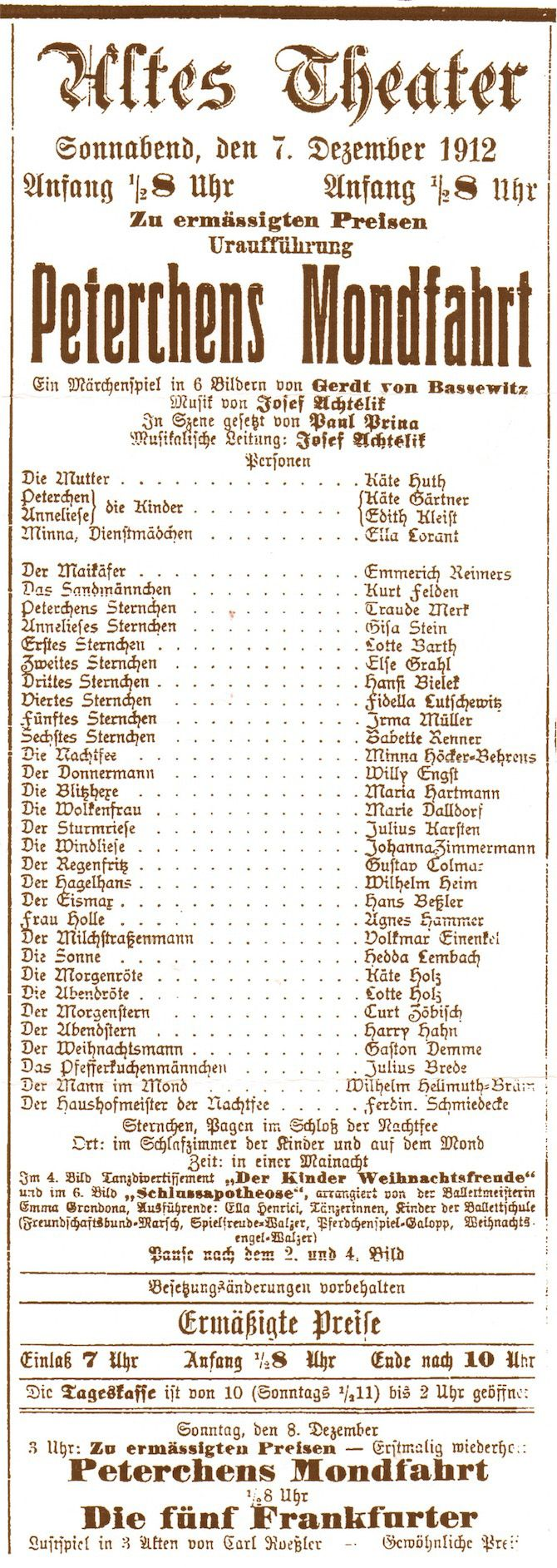
Anzeige der Uraufführung von Peterchens Mondfahrt

- 07. Dezember: Im Alten Theater Leipzig wird das Märchenspiel Peterchens Mondfahrt von Gerdt von Bassewitz mit Musik von Josef Achtélik uraufgeführt.

### Vokalmusik
- Juhan Aavik: Mälestus [Erinnerung], Lied, Text: Karl Eduard Sööt[1]

### Olympische Spiele
- Bei den Olympischen Spielen in Stockholm werden auch Kunstwettbewerbe abgehalten. In der Disziplin Musik gewinnt der Italiener Riccardo Barthelemy für seinen Olympischen Triumphmarsch die Goldmedaille.

### Technik
- Columbia Records stellt seine Produktion von Phonographenwalzen auf Schallplatten um.
- Der Verkauf der von Thomas Alva Edison entwickelten Diamond Discs beginnt.

## Geboren

### Januar bis März
- 01. Januar: Rafael Sánchez Cestero, dominikanischer Sänger († 1999)
- 02. Januar: André Amellér, französischer Komponist und Musikpädagoge († 1990)
- 02. Januar: Barbara Pentland, kanadische Komponistin († 2000)
- 06. Januar: Carmelita Aubert, katalanische Sängerin und Schauspielerin († 1979)
- 06. Januar: Hans Richter-Haaser, deutscher Pianist († 1980)
- 07. Januar: Günter Wand, deutscher Dirigent († 2002)
- 08. Januar: Rudolf Escher, niederländischer Komponist und Musiktheoretiker († 1980)
- 11. Januar: Richard Sennels, dänischer Organist und Komponist († 2006)
- 12. Januar: Pipí Franco, dominikanischer Sänger und Komponist († 1978)
- 12. Januar: Florindo Sassone, argentinischer Tangogeiger, Bandleader und Tangokomponist († 1982)
- 14. Januar: George Pascu, rumänischer Musikwissenschaftler, -pädagoge und Dirigent († 1996)
- 17. Januar: Bob Zurke, US-amerikanischer Jazzmusiker (Pianist, Komponist) († 1944)
- 22. Januar: Jolantha Waghalter, deutsch-peruanische Geigerin († 1984)
- 25. Januar: Lucho Bermúdez, kolumbianischer Komponist († 1994)

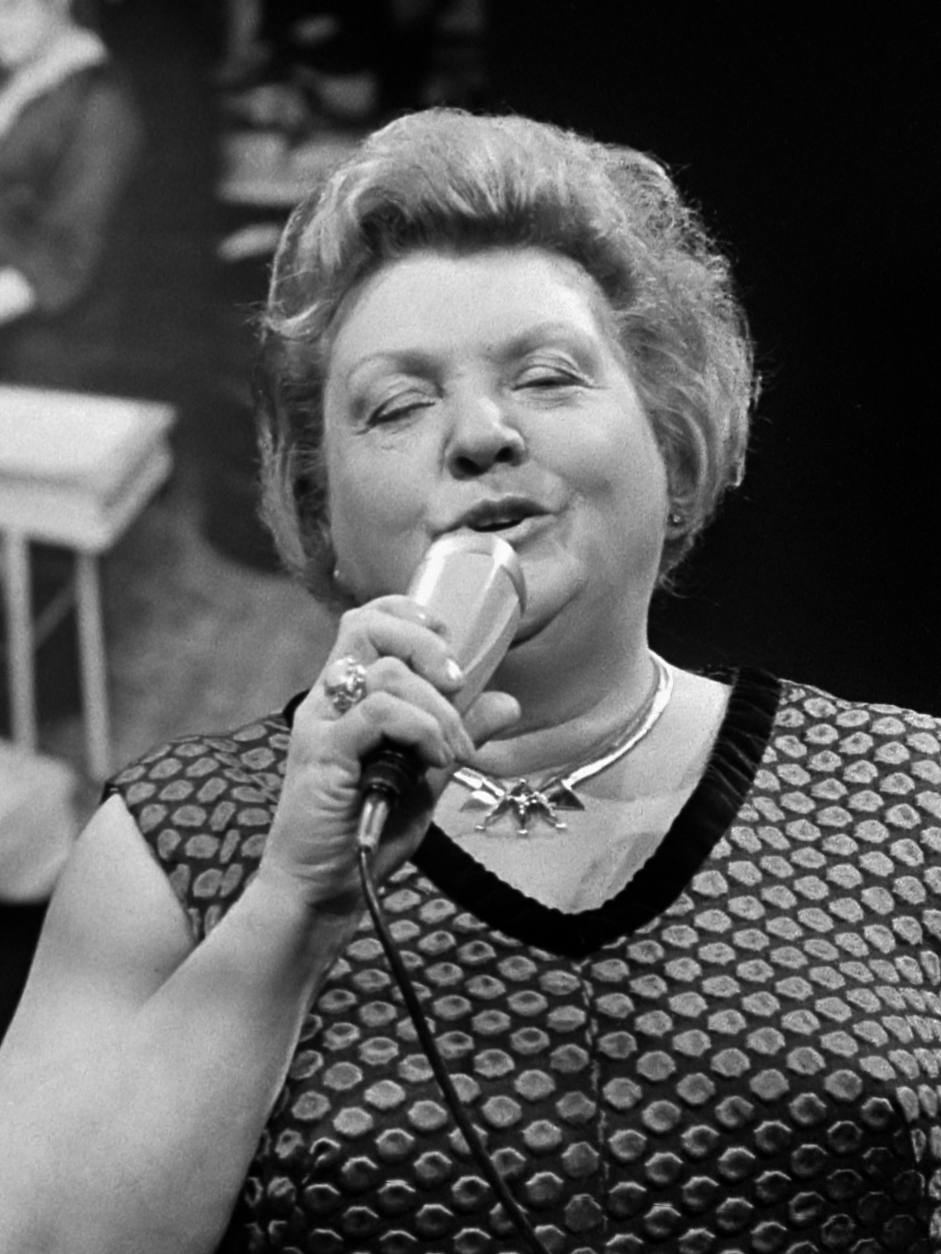
Tante Leen; * 28. Januar

- 28. Januar: Tante Leen, niederländische Volkssängerin († 1992)
- 02. Februar: Imogen Carpenter, US-amerikanische Schauspielerin, Musikerin, Komponistin und Musiklehrerin († 1993)
- 05. Februar: Tex Atchison, US-amerikanischer Country-Musiker († 1982)
- 07. Februar: Lev Aronson, deutscher Cellist, Cellolehrer und Komponist († 1988)
- 07. Februar: Alfred Desenclos, französischer Komponist († 1971)
- 08. Februar: Šimon Jurovský, tschechischer Komponist († 1963)
- 11. Februar: Rudolf Firkušný, tschechischer Pianist († 1994)
- 20. Februar: Arrigo Pelliccia, italienischer Violinist, Violist und Musikpädagoge († 1987)
- 21. Februar: Arline Judge, US-amerikanische Schauspielerin und Sängerin († 1974)
- 27. Februar: Eliška Kleinová, tschechische Klavierpädagogin († 1999)
- 01. März: Walter Davis, US-amerikanischer Blues-Musiker († 1963)
- 12. März: Bruno Uher, österreichischer Komponist († 1976)

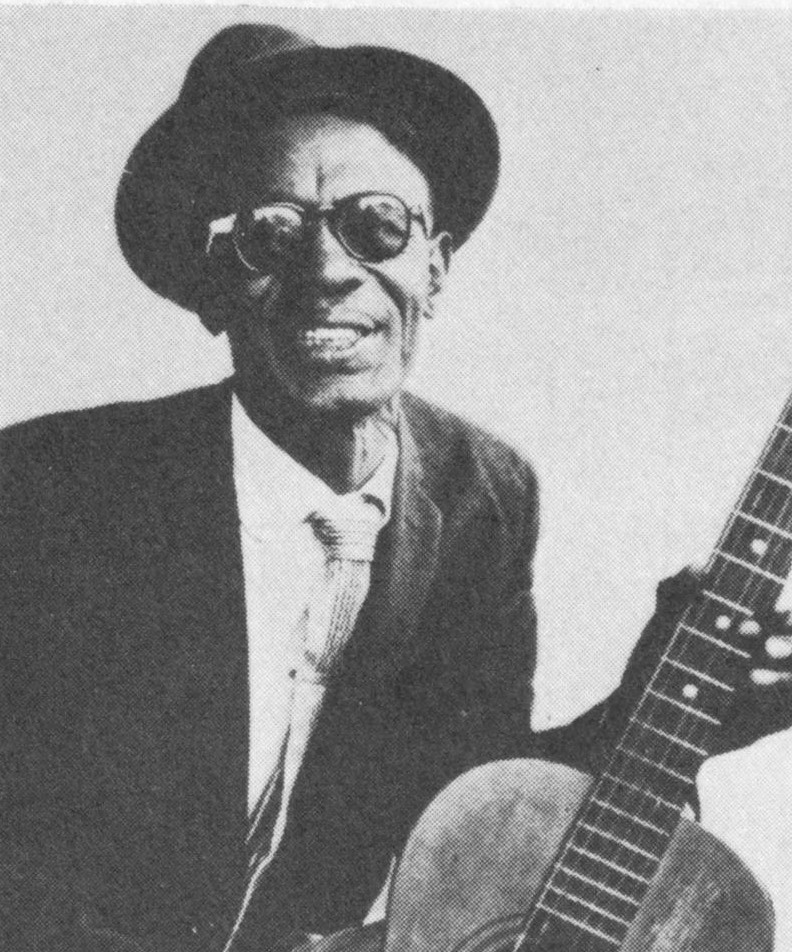
Lightnin’ Hopkins; * 15. März

- 15. März: Lightnin’ Hopkins, US-amerikanischer Country Blues-Gitarrist († 1982)
- 16. März: Peter Brömse, deutscher Musikwissenschaftler, Musikpädagoge und Hochschullehrer († 2004)
- 25. März: Klaus Berg, deutscher evangelischer Pfarrer und Lieddichter († 2001)

### April bis Juni
- 02. April: Jean Dannet, französischer Maler, Chansonnier und Komiker († 1997)
- 05. April: Carlos Guastavino, argentinischer Komponist († 2000)
- 06. April: William S. Newman, US-amerikanischer Musikwissenschaftler, Pianist und Komponist († 2000)
- 06. April: Endre Székely, ungarischer Komponist († 1989)
- 13. April: Dia Luca, österreichische Tänzerin, Ballettmeisterin und Tanzpädagogin († 1975)
- 13. April: Miloš Sádlo, tschechischer Violoncellist und Musikpädagoge († 2003)
- 17. April: Theresa Needham, US-amerikanische Clubbetreiberin, Förderin des Chicago-Blues († 1992)
- 22. April: Kathleen Ferrier, englische Sängerin († 1953)
- 27. April: Paraschkew Chadschiew, bulgarischer Komponist († 1992)
- 27. April: Renato Rascel, italienischer Sänger und Schauspieler († 1991)
- 27. April: Zohra Segal, indische Tänzerin, Bühnen- und Filmschauspielerin († 2014)
- 03. Mai: Virgil Keel Fox, US-amerikanischer Organist († 1980)
- 07. Mai: Sitson Ma, chinesischer Violinvirtuose und Komponist († 1987)
- 08. Mai: Guillermo Abadía Morales, kolumbianischer Folklorist († 2010)
- 10. Mai: Adrian Aeschbacher, Schweizer Pianist († 2002)

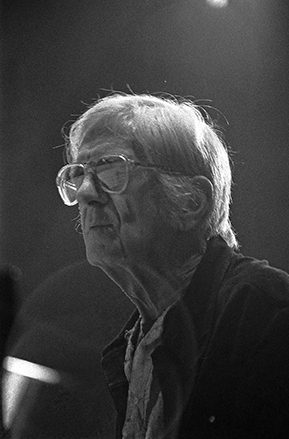
Gil Evans; * 13. Mai

- 13. Mai: Gil Evans, kanadischer Jazzmusiker († 1988)
- 13. Mai: Ernst Hess, Schweizer Dirigent, Komponist und Musikwissenschaftler († 1968)
- 14. Mai: Alfredo Gobbi, argentinischer Geiger, Bandleader und Tangokomponist († 1965)
- 14. Mai: Walter Wasservogel, österreichischer Musiker, Komponist und Arrangeur († 1986)
- 17. Mai: Sándor Végh, französischer Dirigent und Violinist ungarischer Abstammung († 1997)
- 17. Mai: Percy Young, britischer Musikschriftsteller und Komponist († 2004)

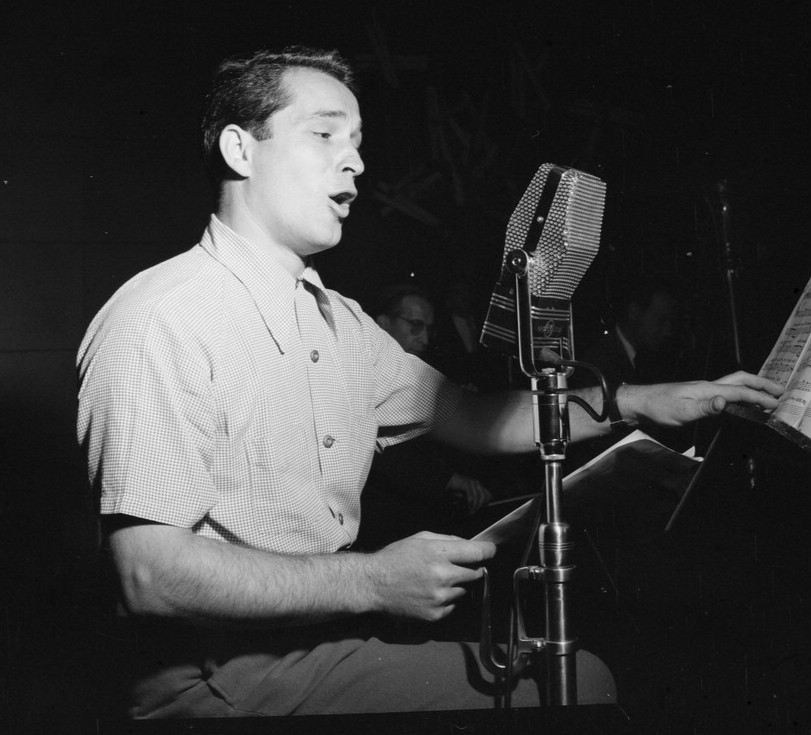
Perry Como; * 18. Mai

- 18. Mai: Perry Como, US-amerikanischer Sänger († 2001)
- 23. Mai: Jean Françaix, französischer Pianist und Komponist († 1997)
- 28. Mai: Jos Hanniken, belgischer Komponist und Dirigent († 1998)
- 28. Mai: Tom Scott, US-amerikanischer Komponist und Sänger († 1961)
- 31. Mai: Alfred Deller, englischer Sänger († 1979)
- 03. Juni: Alois Pernerstorfer, österreichischer Opernsänger († 1978)
- 04. Juni: Osvaldo Moreno, argentinischer Tangosänger und Schauspieler († 1988)
- 08. Juni: Medardo Guido Acevedo, costa-ricanischer Songwriter, Dichter, Komponist, Musikpädagoge und Volkskundler († 2007)
- 09. Juni: Ingolf Dahl, US-amerikanischer Komponist und Dirigent († 1970)
- 10. Juni: Grace S. Castagnetta, US-amerikanische Komponistin, Pianistin, Schriftstellerin, Klavierlehrerin und Arrangeurin († 1996 oder 1998)
- 11. Juni: Lajos Martiny, ungarischer Jazzmusiker († 1985)
- 19. Juni: Otto Schneider, österreichischer Komponist, Musikpädagoge und Musikwissenschaftler († 1991)
- 23. Juni: Henri Akoka, französischer Klarinettist († 1976)
- 25. Juni: Porfirio Díaz, chilenischer Akkordeonist, Bandoneonist, Bandleader und Komponist († 1993)
- 28. Juni: Eleazar de Carvalho, brasilianischer Komponist und Dirigent († 1996)

### Juli bis September
- 04. Juli: Otto Falvay, deutscher Sänger († unbekannt)
- 04. Juli: Fritz Schulz-Reichel, deutscher Komponist und Pianist († 1990)
- 05. Juli: Agustí Alaman i Rodrigo, valencianischer Komponist, Pianist und Chorleiter († 1994)
- 05. Juli: Giulio Viozzi, italienischer Komponist, Pianist und Musikpädagoge († 1984)
- 09. Juli: Michael Andreas Lang, österreichischer Heimatdichter und Komponist († 1996)
- 10. Juli: Piet Stalmeier, niederländischer Komponist und Dirigent († 1990)
- 11. Juli: Sergiu Celibidache, rumänischer Dirigent († 1996)
- 12. Juli: Sid Robin, US-amerikanischer Textdichter und Komponist († 1985)
- 13. Juli: Suzanne Haïk-Vantoura, französische Organistin, Musiklehrerin, Komponistin und Musiktheoretikerin († 2000)

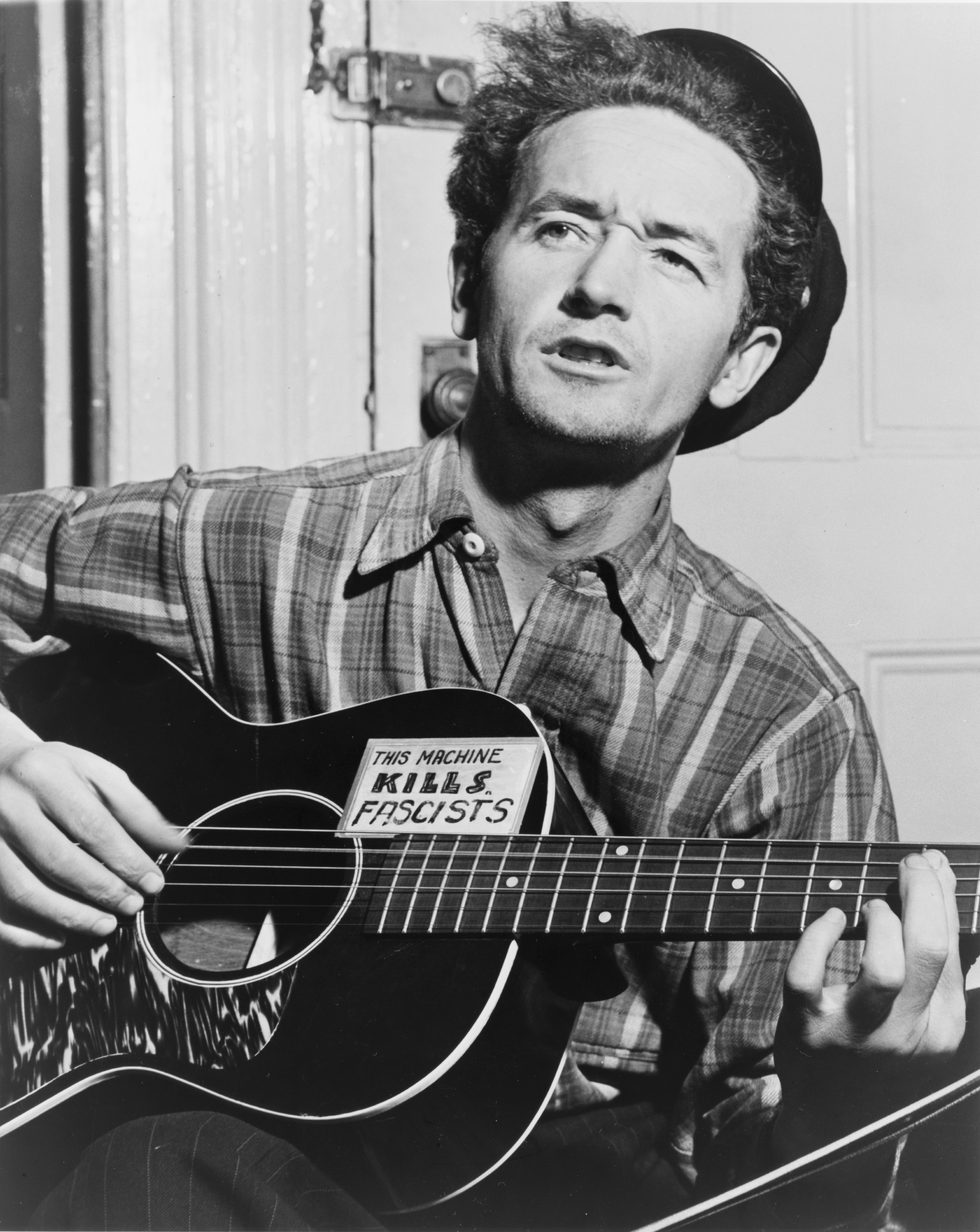
Woody Guthrie; * 14. Juli

- 14. Juli: Woody Guthrie, US-amerikanischer Gewerkschafter und Liedermacher († 1967)
- 22. Juli: Henry Ehrenberg, deutschamerikanischer Kantor († 1993)
- 22. Juli: Taps Miller, US-amerikanischer Tänzer, Jazzmusiker und Songwriter († nach 1975)
- 27. Juli: Igor Markevitch, russischer Komponist und Dirigent († 1983)
- 04. August: David Raksin, US-amerikanischer Komponist von Filmmusik († 2004)
- 07. August: Jenő Beamter, ungarischer Jazzmusiker († 1984)
- 09. August: Bojan Adamič, slowenischer Komponist und Dirigent († 1995)
- 09. August: Anne Brown, US-amerikanische Sopranistin († 2009)
- 10. August: Hermann von Moreau, deutscher Musikdirektor und Intendant († 1966)
- 12. August: Rex Griffin, US-amerikanischer Old-Time- und Country-Musiker († 1958)
- 14. August: Louis Joseph Moyse, französischer Flötist und Komponist († 2007)
- 15. August: Amir Khan, indischer Sänger († 1974)
- 18. August: Volker Gwinner, deutscher Komponist und Organist († 2004)
- 20. August: Knyaz Hacıbəyov, aserbaidschanischer Dirigent († 1984)
- 25. August: Lew Douglas, US-amerikanischer Arrangeur, Musikproduzent und Songwriter († 1997)
- 01. September: Charles Owen, US-amerikanischer Perkussionist und Musikpädagoge († 1985)

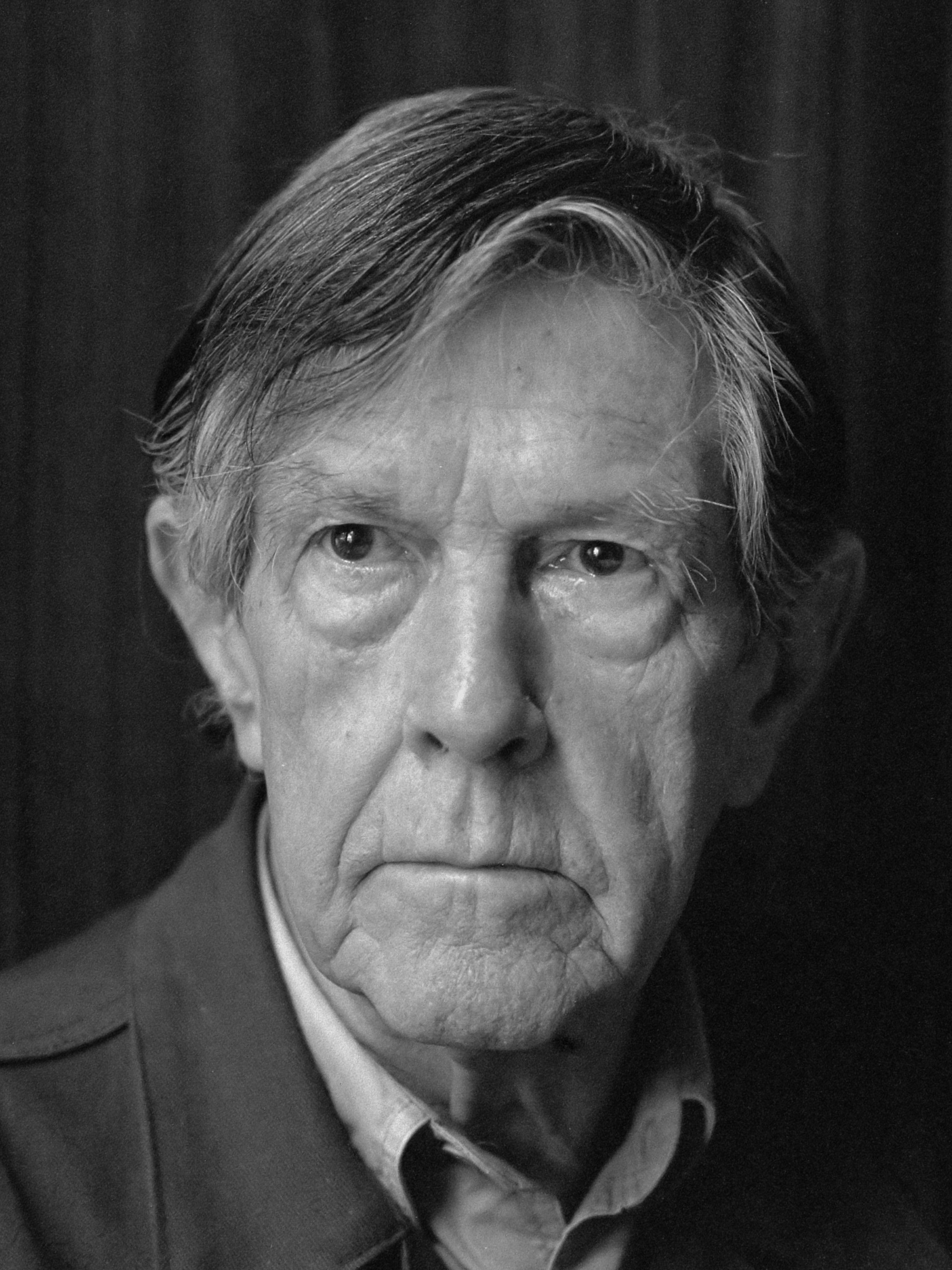
John Cage; * 5. September

- 05. September: John Cage, US-amerikanischer Komponist († 1992)
- 05. September: Roscoe Holcomb, US-amerikanischer Sänger und Multiinstrumentalist († 1981)
- 08. September: Sidi Tal, österreichisch-sowjetische Sängerin und Schauspielerin († 1983)
- 15. September: Gisela Hernández Gonzalo, kubanische Musikwissenschaftlerin und Komponistin († 1971)
- 18. September: Jorge Ortiz, argentinischer Tangosänger († 1989)
- 19. September: Edmund Anderson, US-amerikanischer Liedtexter und Musikproduzent († 2002)
- 19. September: Kurt Sanderling, deutscher Dirigent († 2011)
- 25. September: Roman Schimmer, deutscher Violinist und Musikpädagoge († unbekannt)
- 27. September: Maria Luise Thurmair, Südtiroler Autorin von Gedichten und Kirchenliedern († 2005)
- 29. September: Beryl Wallace, US-amerikanische Schauspielerin, Sängerin und Tänzerin († 1948)

### Oktober bis Dezember
- 04. Oktober: Alfonso Letelier Llona, chilenischer Komponist und Musikpädagoge († 1994)
- 04. Oktober: John de Mol, niederländischer Akkordeonist, Sänger und Orchesterleiter († 1970)
- 05. Oktober: Mila Kačič, slowenische Dichterin, Schauspielerin und klassische Sängerin († 2000)
- 06. Oktober: Erwin Weiss, österreichischer Komponist († 2004)
- 09. Oktober: Konrad Siebach, deutscher Kontrabassist und Kontrabass-Lehrer († 1995)
- 10. Oktober: Helmut Wirth, deutscher Musikwissenschaftler und Komponist († 1989)
- 11. Oktober: Fedora Alemán, venezolanische Sängerin († 2018)
- 12. Oktober: Oscar Alonso, argentinischer Tangosänger und Schauspieler († 1980)
- 16. Oktober: Lotti Huber, deutsche Schauspielerin, Sängerin und Tänzerin († 1998)
- 19. Oktober: Yamada Kazuo, japanischer Musiker, Dirigent und Komponist († 1991)
- 20. Oktober: Roger Sacheverell Coke, britischer Komponist und Pianist († 1972)
- 20. Oktober: Marcel Couraud, französischer Dirigent († 1986)
- 21. Oktober: Don Byas, Jazz-Tenorsaxophon-Spieler († 1972)

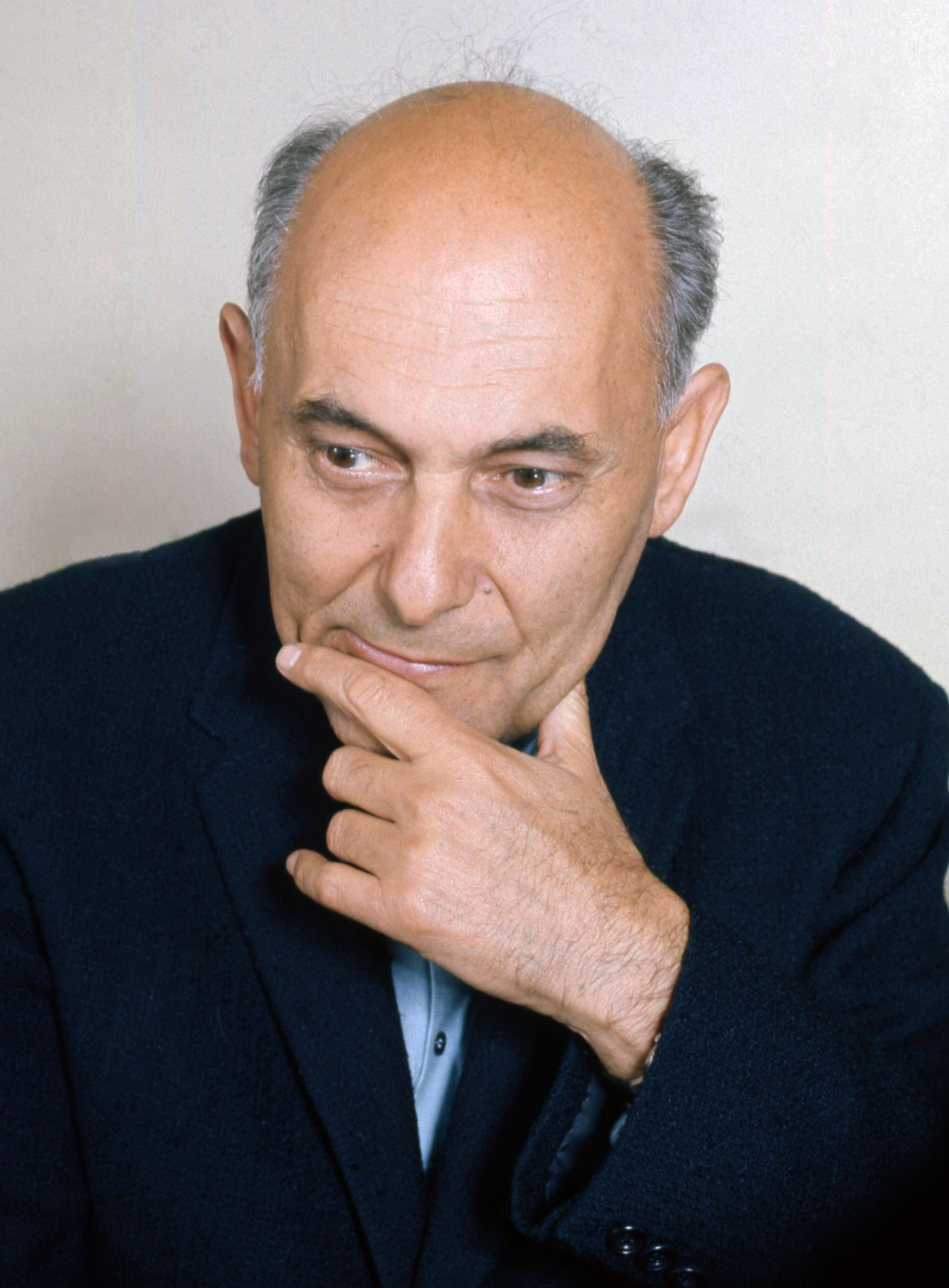
Georg Solti; * 21. Oktober

- 21. Oktober: Georg Solti, ungarischer Dirigent († 1997)
- 22. Oktober: Lucien Gekiere, belgischer Komponist und Dirigent († 1990)

Johannes Petzold; * 24. Oktober

- 24. Oktober: Johannes Petzold, deutscher Kirchenmusiker († 1985)
- 25. Oktober: Madurai Mani Iyer, indischer Sänger der karnatischen Musik († 1968)
- 27. Oktober: Conlon Nancarrow, mexikanischer Komponist († 1997)
- 27. Oktober: Gösta Törner, schwedischer Jazzmusiker und Bandleader († 1982)
- 03. November: Jack Cathcart, US-amerikanischer Jazz-Trompeter, Pianist, Orchesterleiter und Arrangeur († 1989)
- 04. November: Enrique González Mántici, kubanischer Dirigent, Violinist und Komponist († 1974)
- 04. November: Wadim Nikolajewitsch Salmanow, russischer Komponist († 1978)
- 06. November: King Kolax, US-amerikanischer Jazztrompeter († 1991)
- 06. November: Federico Scorticati, argentinischer Bandoneonist, Bandleader, Arrangeur und Tangokomponist uruguayischer Herkunft († 1998)
- 21. November: Eleanor Powell, US-amerikanische Tänzerin, Sängerin und Schauspielerin († 1982)
- 26. November: Gunnar Sønstevold, norwegischer Komponist († 1991)
- 29. November: Nina Petrowna Jemeljanowa, sowjetische bzw. russische Pianistin, Musikpädagogin und Hochschullehrerln († 1998)
- 30. November: Bernhard Weber, Chorkomponist und Chorleiter († 1974)
- 03. Dezember: Claude Rostand, französischer Musikwissenschaftler, Musikhistoriker, Musikkritiker und Rundfunkmitarbeiter († 1970)
- 13. Dezember: Luiz Gonzaga, brasilianischer Sänger, Akkordeonspieler und Komponist († 1989)
- 17. Dezember: Hellmut Haase-Altendorf, deutscher Komponist und Pianist († 1990)
- 19. Dezember: Friedrich von Hausegger, deutscher Violinist und Musikpädagoge († 2000)
- 21. Dezember: Roberto Ray, argentinischer Tangosänger († 1960)
- 22. Dezember: Oscar Moret, Schweizer Komponist und Professor († 2003)
- 29. Dezember: Peggy Glanville-Hicks, australische Komponistin († 1990)

### Genaues Geburtsdatum unbekannt
- Tommy Reo, US-amerikanischer Jazz- und Studiomusiker († 1999)
- Lidia Simões, brasilianische Pianistin († 1985)
- Hossein Tehrani, iranischer Musiker und Tonbak-Spieler († 1974)

## Gestorben

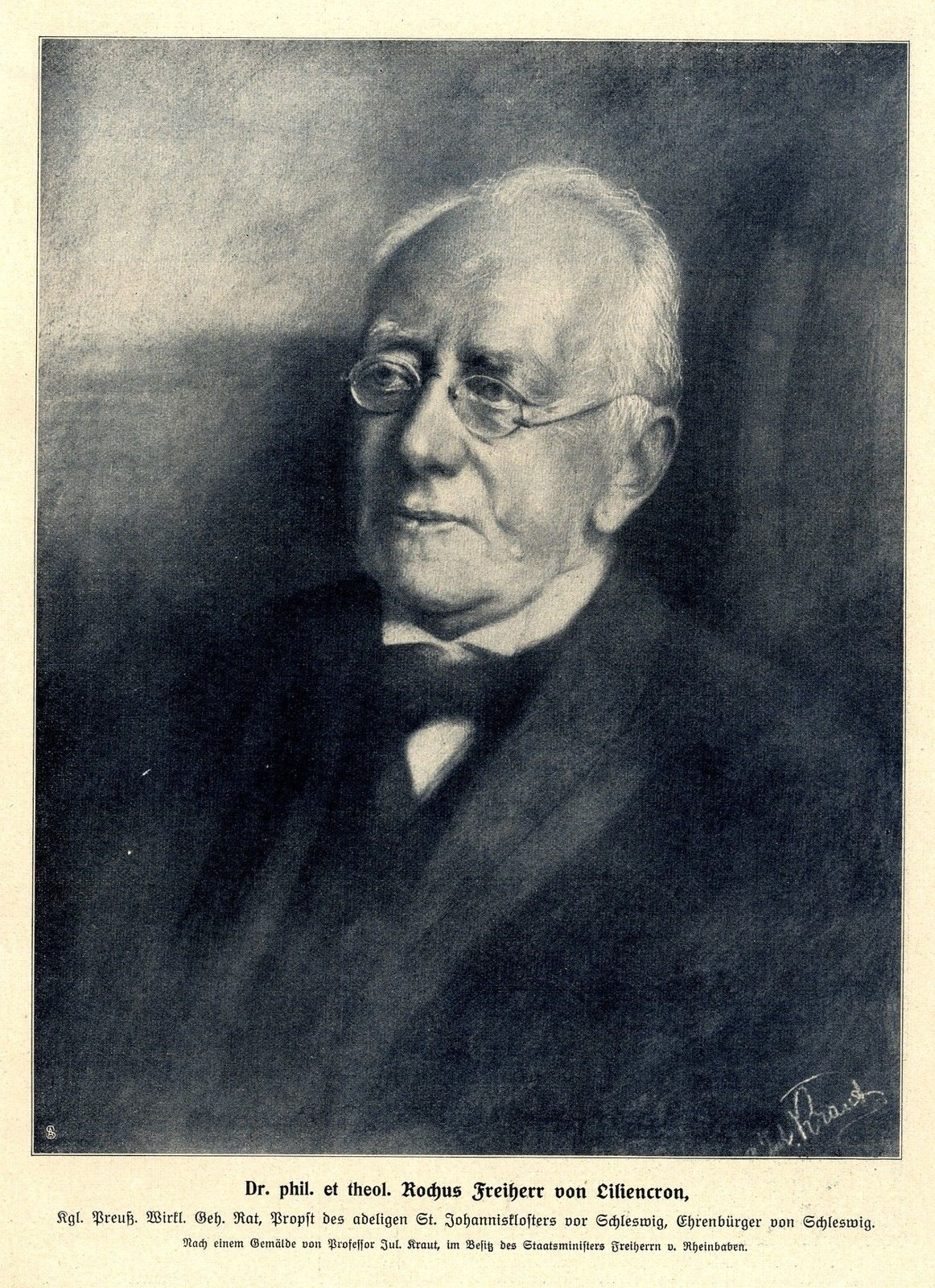
Rochus von Liliencron; † 5. März

### Todesdatum gesichert
- 15. Januar: Bruno Mugellini, italienischer Pianist (* 1871)
- 17. Januar: Karen Holmsen, norwegische Opernsängerin (* 1832)
- 01. Februar: Hugo Bußmeyer, deutscher Komponist (* 1842)
- 13. Februar: Alphonse Schmitt, elsässischer Organist und Komponist (* 1875)
- 01. März: George Grossmith, englischer Bühnenautor, Komponist und Schauspieler (* 1847)
- 05. März: Rochus von Liliencron, Germanist und Musikhistoriker (* 1820)
- 16. März: Josef Hofer, österreichischer Komponist, Kirchenmusiker, Kapellmeister und Pädagoge (* 1848)
- 12. April: Albert Pieczonka, Pianist, Komponist und Musikpädagoge ostpreußischer Herkunft (* 1828)
- 25. Mai: Leopold Müller, deutscher Bariton und Theaterintendant (* 1848)
- 26. Mai: Jan Blockx, belgischer Komponist (* 1851)

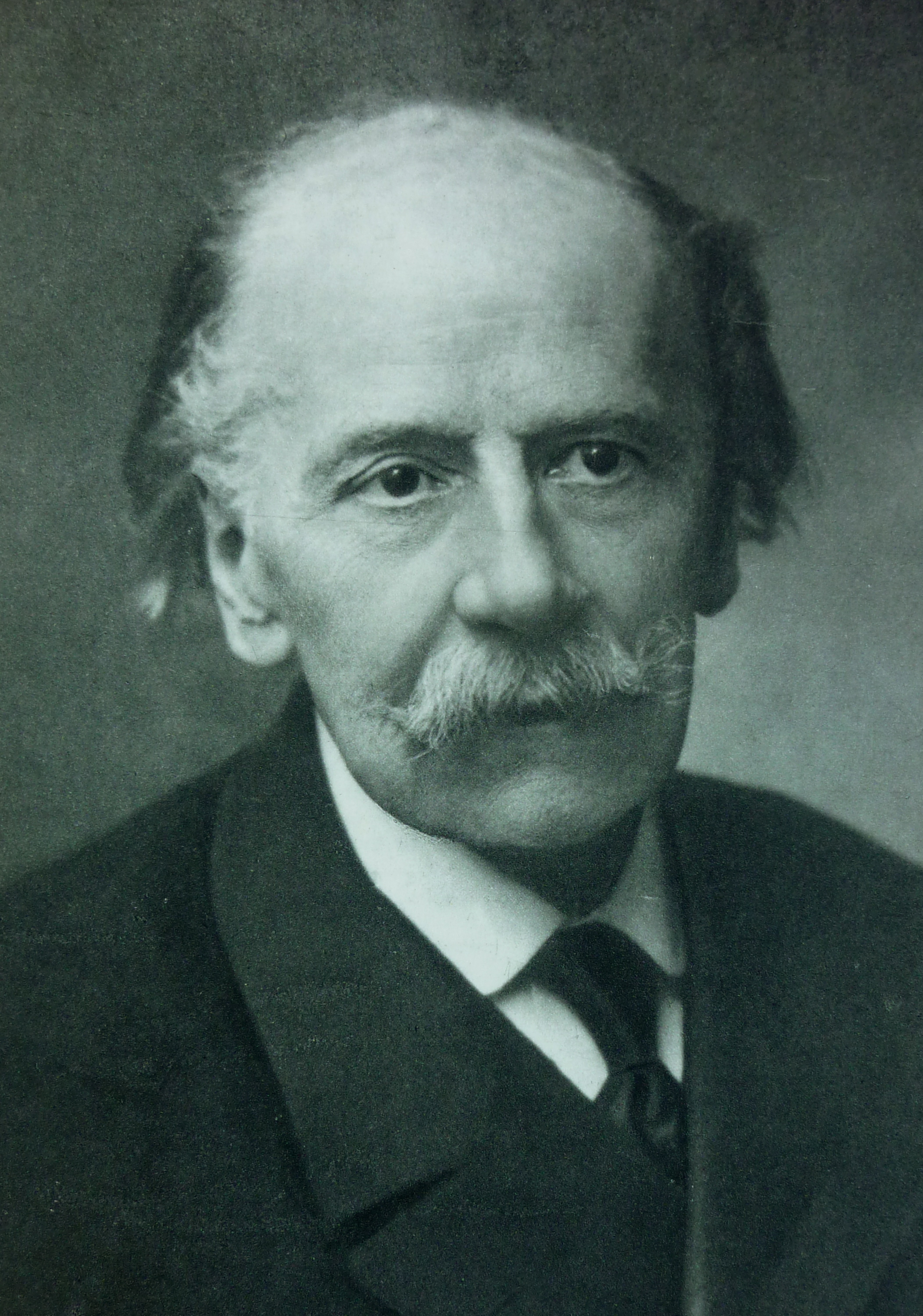
Jules Massenet; † 13. August

- 04. Juni: Uso Seifert, deutscher Organist, Kantor und Komponist (* 1852)
- 06. Juni: Giulio Ricordi, italienischer Musikverleger und Komponist (* 1840)
- 10. Juni: Johann Král, böhmischer Viola-Spieler (* 1823)
- 23. Juli: Alphonse Lavallée-Smith, kanadischer Komponist, Organist und Musikpädagoge (* 1873)
- 13. August: Jules Massenet, französischer Opernkomponist (* 1842)
- 13. Oktober: Joseph Güttler, deutscher Chorrektor und Komponist (* 1841)

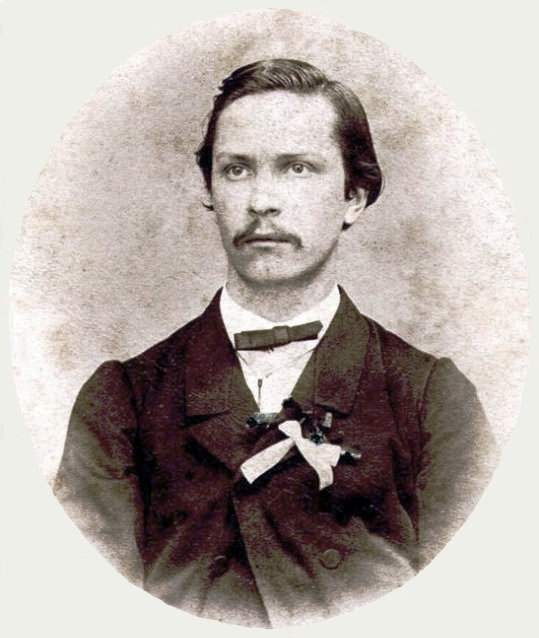
Mykola Lyssenko; † 6. November

- 06. November: Mykola Lyssenko, ukrainischer Komponist, Pianist und Dirigent (* 1842)
- 11. November: Józef Wieniawski, polnischer Pianist und Komponist (* 1837)
- 02. Dezember: Otis Bardwell Boise, US-amerikanischer Komponist (* 1844)
- 09. Dezember: Louis de Gramont, französischer Journalist, Dramatiker und Librettist (* 1854)
- 13. Dezember: Franz Simandl, tschechisch-österreichischer Kontrabassist und Musikpädagoge (* 1840)

### Genaues Todesdatum unbekannt
- Pauline Powell Burns, US-amerikanische Malerin und Pianistin (* 1876)
- Miquel Ferrer i Ramonatxo, katalanischer Komponist, Organist und Kapellmeister (* 1861)